# Antoine Van Ysendyck
 (janvier 2018).
Si vous disposez d'ouvrages ou d'articles de référence ou si vous connaissez des sites web de qualité traitant du thème abordé ici, merci de compléter l'article en donnant les références utiles à sa vérifiabilité et en les liant à la section « Notes et références ».
Pour les articles homonymes, voir Van Ysendyck.
Antoine Van Ysendyck, né à Anvers (France, département des Deux-Nèthes) en 1801 et mort à Bruxelles en 1875 (royaume de Belgique), est un artiste peintre, connu comme auteur de thèmes religieux et historiques ainsi que comme portraitiste. Il est le fils d'Adrien-François Van Ysendyck, pêcheur à Bruges, et de Marie-Thérèse Goossens.

## Formation
Il se forma à l'Académie des beaux-arts d'Anvers dans l'atelier de Mathieu-Ignace Van Brée.

## Carrière
Lauréat du Prix de Rome de peinture en 1823. Grâce à ce prix il put découvrir Paris en 1824, et séjourner en Italie de 1825 à 1828 où il découvrit la ville éternelle. Pour commencer sa carrière il s'établit de 1828 à 1838 à Paris où il se fit connaître comme portraitiste. 
Il fit son grand tour par Lyon, Milan, Turin et d'autres villes d'art européennes avant de retourner en 1839 en son pays, devenu indépendant, et où il fut nommé directeur de l'académie de Mons.

## Récompenses
Il avait obtenu en 1823 le Prix de Rome, pour son tableau historique "les adieux de Coriolan".

## Famille
Antoine Van Ysendyck est le père de l'architecte Jules-Jacques Van Ysendyck, du peintre Léon-Jean Van Ysendyck et de la dessinatrice Louise-Marie Van Ysendyck (Mons, 1849-1870).

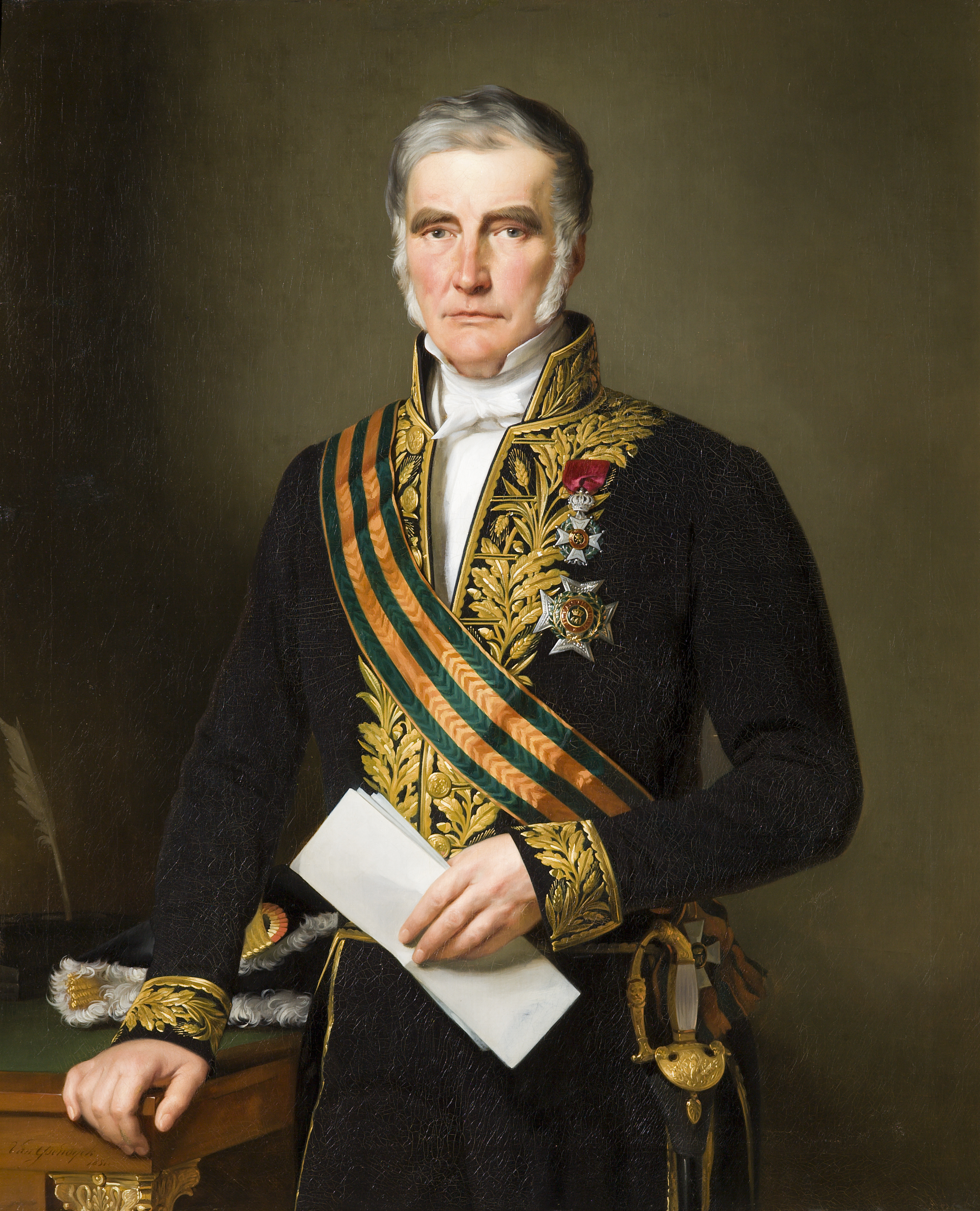
Augustin Dumon
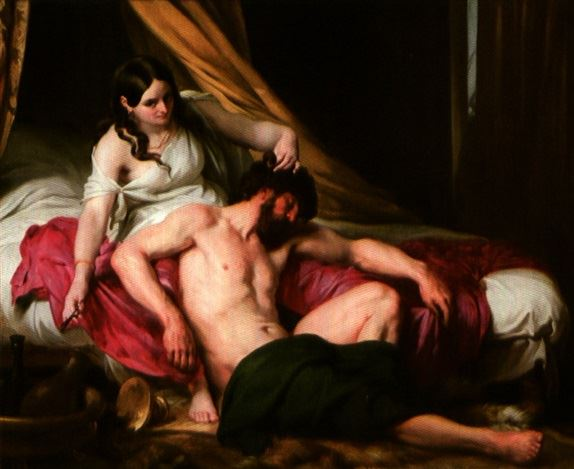
Delilah
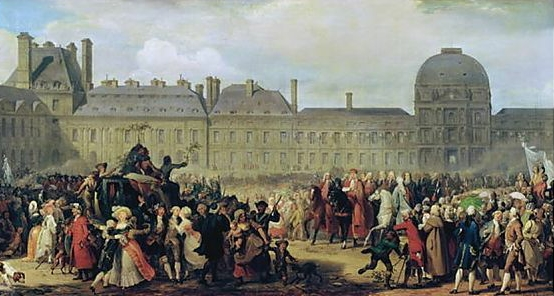
Versailles (1837)
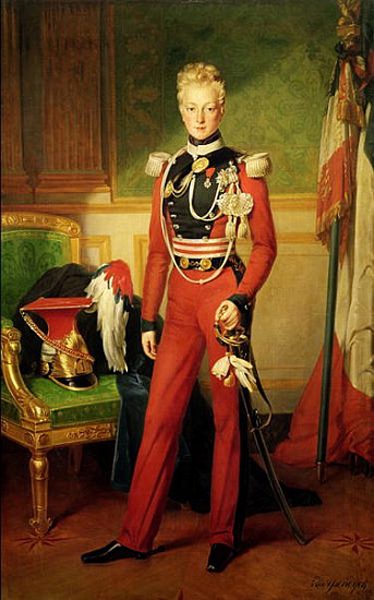
Louis-Charles-Philippe d'Orleans
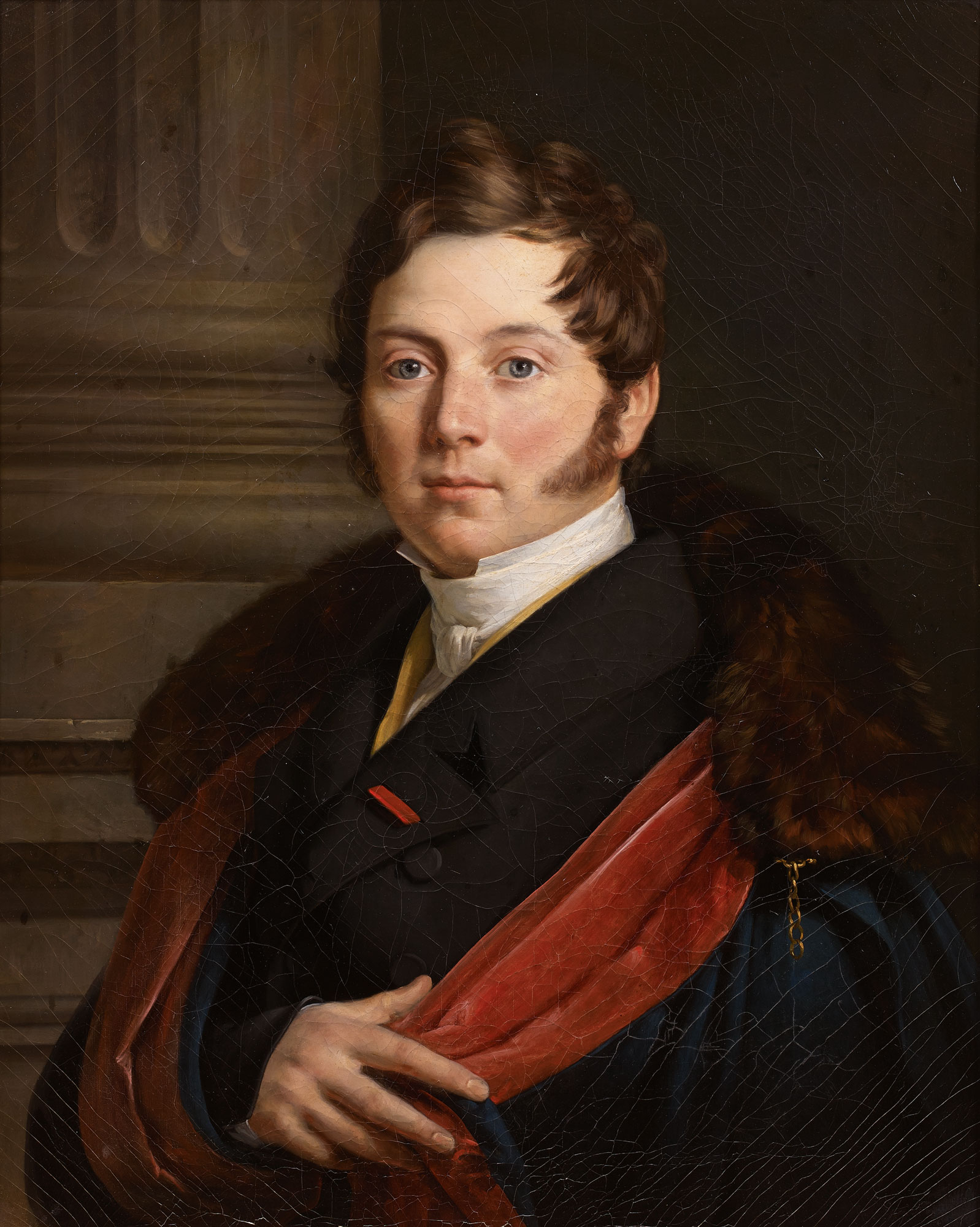
Prince de Craon (1824)